# Elecciones estatales de Baja California Sur de 2015
Las elecciones estatales de Baja California Sur de 2015 se llevaron a cabo el domingo 7 de junio de 2015, simultáneamente con las elecciones federales y en ellas fueron renovados los siguientes cargos de elección popular en el estado mexicano de Baja California Sur:
- Gobernador de Baja California Sur. Titular del Poder Ejecutivo del estado, electo para un periodo de seis años no reelegibles en ningún caso. El candidato electo fue Carlos Mendoza Davis.
- 5 ayuntamientos. Compuestos por un Presidente Municipal, un síndico y regidores, electos para un periodo de tres años no reelegibles para el periodo inmediato.
- 21 diputados al Congreso del Estado. 16 de ellos electos por mayoría relativa y 5 por el principio de representación proporcional, que integran la XIV legislatura.

## Organización

### Partidos políticos
En las elecciones estatales tienen derecho a participar once partidos políticos. Diez son partidos políticos con registro nacional: Partido Acción Nacional (PAN), Partido Revolucionario Institucional (PRI), Partido de la Revolución Democrática (PRD), Partido del Trabajo (PT), Partido Verde Ecologista de México (PVEM), Movimiento Ciudadano (MC), Nueva Alianza (PANAL) Movimiento Regeneración Nacional (MORENA),Partido Encuentro Social (PES) y Partido Humanista (PH), y un partido político estatal: Partido de Renovación Sudcaliforniana (PRS).

### Proceso electoral
La campaña electoral inicia el 8 de abril de 2015 para todos los cargos de elección popular del estado y se extiende durante dos meses, hasta el 3 de junio. La votación está programada para celebrarse el 7 de junio de 2015, de las 8 de la mañana a las 6 de la tarde, en simultáneo con las Elecciones federales de 2015.

### Distritos electorales
Para la elección de diputados de mayoría relativa del Congreso del Estado de Baja California Sur el estado se divide en 16 distritos electorales.
| Distrito | Cabecera            | Municipios      | Mapa |
| -------- | ------------------- | --------------- | ---- |
| 1        | La Paz              | La Paz          |      |
| 2        | La Paz              | La Paz          |      |
| 3        | La Paz              | La Paz          |      |
| 4        | La Paz              | La Paz          |      |
| 5        | La Paz              | La Paz          |      |
| 6        | Todos Santos        | La Paz          |      |
| 7        | San José del Cabo   | Los Cabos       |      |
| 8        | Cabo San Lucas      | Los Cabos       |      |
| 9        | Ciudad Constitución | Comondú         |      |
| 10       | Ciudad Constitución | Comondú         |      |
| 11       | Ciudad Insurgentes  | Comondú         |      |
| 12       | Loreto              | Loreto, Comondú |      |
| 13       | Santa Rosalía       | Mulege          |      |
| 14       | Guerrero Negro      | Mulege          |      |
| 15       | Bahía Tortugas      | Mulegé          |      |
| 16       | Cabo San Lucas      | Los Cabos       |      |